# (73008) 2002 EU29
(73008) 2002 EU29 – planetoida z pasa głównego asteroid okrążająca Słońce w ciągu 3,39 lat w średniej odległości 2,26 j.a. Odkryta 9 marca 2002 roku.